# Abbotts Harbour Island
Abbotts Harbour Island (do 18 listopada 1974 Abbot Island) – wyspa (island) w zatoce Lobster Bay w kanadyjskiej prowincji Nowa Szkocja, w hrabstwie Yarmouth, na zachód od zatoki Pubnico Harbour; nazwa urzędowo zatwierdzona 4 stycznia 1934.